# Richard Taylor Jacob
Richard Taylor Jacob (* 13. März 1825 im Oldham County, Kentucky; † 13. September 1903 in Louisville, Kentucky) war ein US-amerikanischer Politiker. In den Jahren 1863 und 1864 war er Vizegouverneur des Bundesstaates Kentucky.

## Werdegang
Aus gesundheitlichen Gründen musste Richard Jacob in seiner Jugend oft verreisen. So kam er nach Südamerika und dann nach Kalifornien. Als dort der Aufstand gegen die mexikanische Verwaltung ausbrach, schloss er sich als Hauptmann John C. Frémont an und war dabei, als Kalifornien von Frémont für die Vereinigten Staaten in Besitz genommen wurde. Als es später zu einem Kriegsgerichtsverfahren gegen Frémont kam, war Jacob einer der Zeugen zu dessen Verteidigung. Er heiratete dessen Schwägerin Sarah Benton, eine Tochter von US-Senator Thomas Hart Benton. Jacob studierte Jura und wurde Rechtsanwalt. Für einige Jahre lebte er in Missouri, ehe er sich 1855 auf einer Farm im Oldham County in Kentucky niederließ. Diese Farm bewirtschaftete er auch mit Hilfe von Sklaven. Politisch wurde er Mitglied der Demokratischen Partei. 1859 wurde Jacob in das Repräsentantenhaus von Kentucky gewählt. Bei den Präsidentschaftswahlen des Jahres 1860 unterstützte er John C. Breckinridge.
Beim Ausbruch des Bürgerkriegs stand Jacob, obwohl er selbst Sklaven beschäftigte, auf der Seite der Union. Er stellte eine eigene Kavalleriekompanie auf und nahm aktiv an einigen Gefechten teil. Im Jahr 1862 wurde er an der Seite von Thomas E. Bramlette zum Vizegouverneur von Kentucky gewählt. Dieses Amt bekleidete er in den Jahren 1863 und 1864. Dabei war er Stellvertreter des Gouverneurs und Vorsitzender des Staatssenats. Über die 1863 von Präsident Abraham Lincoln erlassene Emanzipations-Proklamation kam es zum Bruch zwischen dem Gouverneur und seinem Stellvertreter. Als Sklavenhalter war Jacob ein Gegner der vom Präsidenten angekündigten Sklavenbefreiung. Bei den Präsidentschaftswahlen des Jahres 1864 unterstützte Jacob George B. McClellan. Während des Wahlkampfs erklärte der Militärkommandeur der Unionsstreitkräfte für Kentucky Jacob wegen seiner regierungskritischen Äußerungen zum Feind der Union und ließ ihn verhaften und durch die Fronten nach Richmond in Virginia, der Hauptstadt der Konföderation, verbringen. Später kam er nach Washington, D.C. Er beschwerte sich erfolgreich bei Präsident Lincoln, der seine Verhaftung widerrief. Daraufhin kehrte er nach Kentucky zurück.
Im Jahr 1867 kandidierte Richard Jacob erfolglos für das  US-Repräsentantenhaus. 1876 wurde er für eine Amtszeit Richter im Oldham County. Gleichzeitig wurde er Mitglied der Republikanischen Partei. Er starb am 13. September 1903 in Louisville.